# Бабалыков, Жагда Бабалыкович
Жагда Бабалыков (Жағда Бабалықұлы Бабалықов) (01.11.1917-03.04.2010) — казахский политический деятель и этнограф, губернатор Или-Казахского автономного округа КНР (1955—1958).
Родился в деревне Кужиртай, расположенной в горах Тарбагатай (сейчас — Чугучагский округ Или-Казахская автономная область Китайской Народной Республики). 
Учился в начальной казахской школе, затем в татарской школе, в 1941—1943 гг. в гимназии города Чугучак. В 1943—1947 гг. студент Синьцзянского университета в Урумчи. В 1944 и 1945 гг. был арестован как активист подпольной казахской националистической организации, после освобождения находился под наблюдением.
В 1947 году провел 8 месяцев в военной тюрьме Восточно-Туркестанской республики по обвинению в поддержке Оспана. Освобождён и реабилитирован, занимал должность заместителя начальника политуправления местных подразделений Народно-освободительной армии Китая. Воинское звание — подполковник.
После вхождение Синьцзяна в состав КНР (1949) вступил в коммунистическую партию, находился на военной службе (заместитель председателя военного суда, заместитель начальника партийной школы).
В 1952—1955 годах — аким Тарбагатайского (Чугучагского) округа Или-Казахской автономной области, в 1955—1956 годах — и. о. губернатора, в 1956—1958 годах — губернатор Или-Казахской автономной области.
В 1958 году обвинён в национализме и сепаратизме, а также в финансовых махинациях. Был снят со всех постов, исключён из партии и отправлен в лагерь на «трудовое перевоспитание». Освобождён в 1961 году.
С 1956 по 1962 год граница между Синцзян-Уйгурским АО и СССР была открыта (в одну сторону): Советскому Союзу требовались люди для освоения целинных земель, Китай хотел избавиться от потенциальных сепаратистов.
Жагда Бабалыков воспользовался этим и вместе с детьми переехал в Казахскую ССР.
Некоторое время работал на стройке. С 1963 по 1983 год литературный сотрудник журнала «Культура и жизнь». В 1983 году вышел на пенсию.
Автор этнографических исследовательских статей по истории, традициям, родному языку, книг «Орлы», «Саят», «Тайны болезней животных», «Тростник».
Умер в 2010 году в Алматы в возрасте 93 лет.
Сочинения:
- Ловчие птицы / Ж. Бабалыков, А. Турдыбаев. — Алма-Ата : Кайнар, 1983. — 176 с. : ил., 4 л. ил.; 17 см.
- Бабалыков Ж., Турдыбаев А. Қырандар. Алматы, 1983
- Бабалыков Ж., Турдыбаев А. Саят. Алматы, 1989 .